# Fescamps
Fescamps é uma comuna francesa na região administrativa de Altos da França, no departamento de Somme. Estende-se por uma área de 5,08 km². Em 2010 a comuna tinha 140 habitantes (densidade: 27,6 hab./km²).